# Katedra w Ribe

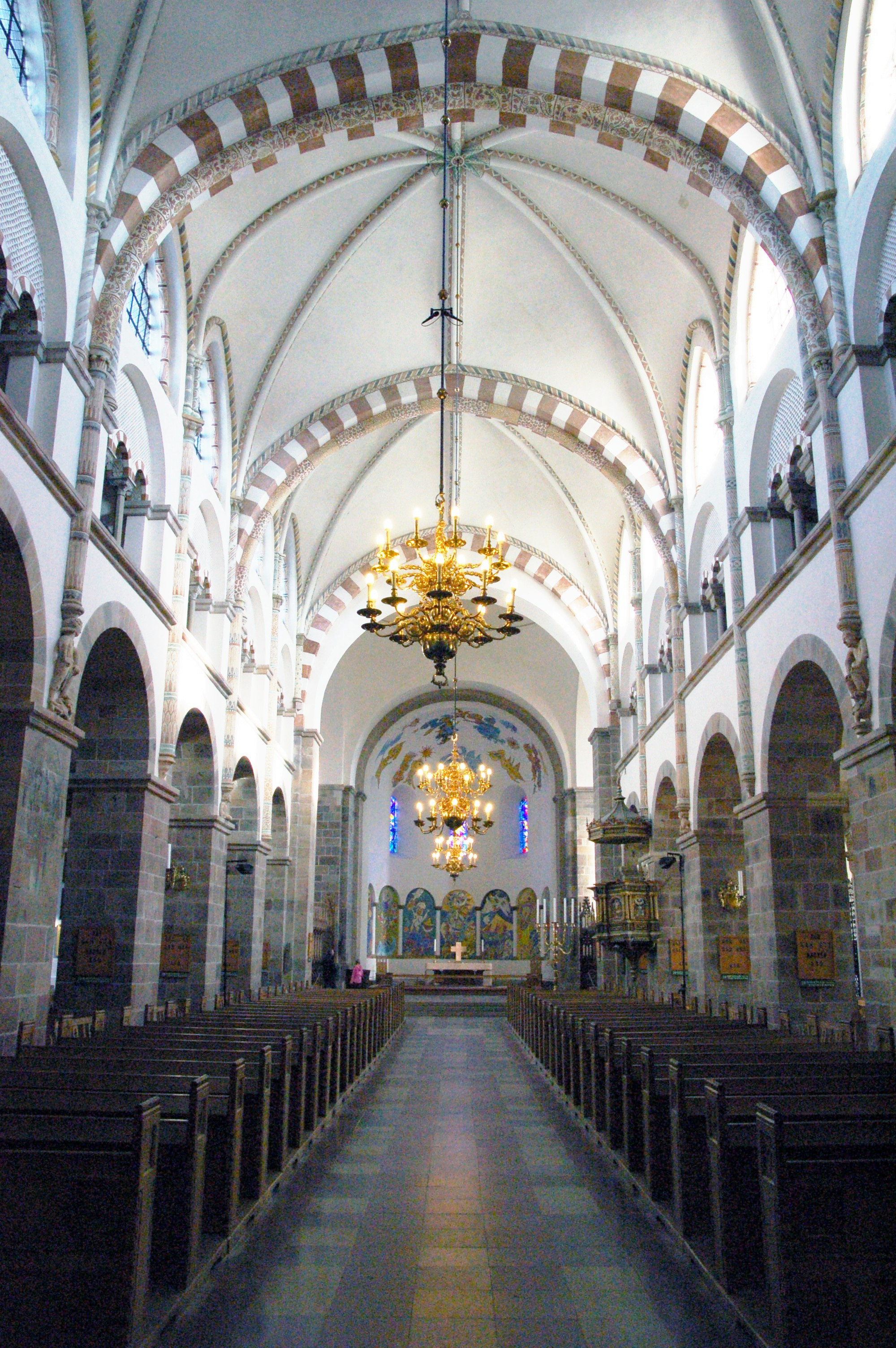
Wnętrze katedry

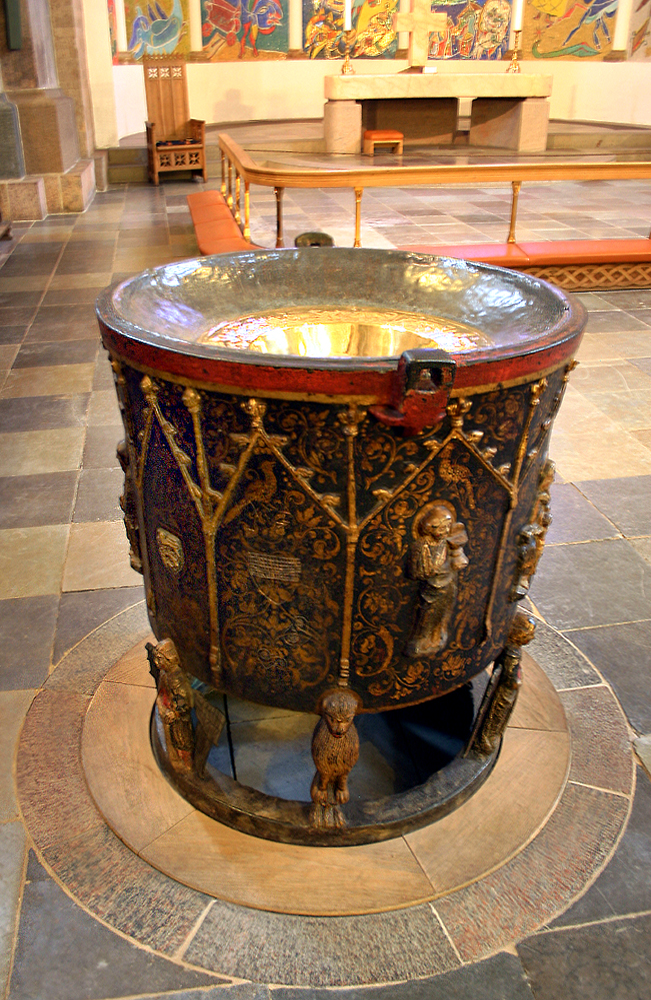
Chrzcielnica

Katedra w Ribe (duń. Ribe Domkirke lub Vor Frue Kirke Maria) – kościół położony w Ribe, kościół diecezjalny diecezji Ribe. Jest najlepiej zachowaną romańską budowlą sakralną na terenie Danii. Jest też najstarszym kościołem Danii.

## Historia
Pierwszy kościół w Ribe założył w 850 św. Ansgar, zwany Apostołem Północy. Kościół ten stał się od 948 kościołem biskupim a pierwszym biskupem został Leofdag. Miał on za zadanie schrystianizować teren obecnej Danii. Ok. 1150 prawdopodobnie biskup Eliasz rozpoczął w tym miejscu budowę katedry. Materiałem budowlanym był sprowadzany z Niemiec trass, mieszany z miejscowym granitem jutlandzkim. Ok. 1175 były gotowe prezbiterium, absydy i transept. Nawy boczne przekryto sklepieniami romańskimi a na przecięciu naw wzniesiono wielką kopułę. Kościół otrzymał wezwanie Najświętszej Maryi Panny.
Za czasów króla Waldemara II Zwycięskiego (1202-1241) miała miejsce przebudowa katedry. Dodano wówczas gotyckie sklepienia wzorując się na kościołach Nadrenii i Westfalii.
W XIV w. katedrę rozbudowano w stylu gotyckim z użyciem cegły jako surowca. Zbudowano wówczas szereg kaplic bocznych po obu stronach kościoła.
W 1536 król Chrystian III wprowadził w Danii luteranizm. W Ribe rozpoczął działalność uczeń Lutra Hans Tavsen, który w latach 1542-1561 był biskupem Ribe i głównym pastorem miasta. Przyczynił się on też do przebudowy katedry. Usunięto z niej ołtarze boczne oraz wcześniejszy, bogaty  wystrój, który przeszedł na własność monarchy, podobnie jak zsekularyzowane dobra kościoła katolickiego. Do czasów współczesnych ostały się jedynie: rzeźba „Grupa św. Jurgena”, chrzcielnica z brązu, lichtarz oraz nagrobek ostatniego katolickiego biskupa Ribe, Ivara Muncha.
Kolejna przebudowa świątyni miała miejsce za króla Chrystiana IV (1588-1648). Na ołtarzu pojawiła się renesansowa nastawa a w kościele – nowe organy, ambona i nowe malowidła.
Katedra była kompleksowo odrestaurowana w latach 1882-1904 pod nadzorem architekta H.C. Amberga. Podczas restauracji odbudowano z użyciem oryginalnych materiałów południową, romańską wieżę fasady zachodniej (tzw. Mariatårnet, – wieżę Mariacką), która została zburzona w XVIII w. Wiszą w niej obecnie dzwony katedralne.

## Architektura
Katedra w Ribe jest świątynią trzynawową a jeśli liczyć zewnętrzne kaplice z obu stron – to pięcionawową. Jest ona długa na 61,5 m (w tym prezbiterium 20,4 m) i szeroka na 33,5 m (włącznie z transeptem).
Katedra posiada trzy wieże, z których każda jest inna. Największą jest wzniesiona na planie kwadratu północna wieża obronna tzw. Borgertårnet (Wieża Mieszczańska), mierząca 53 m, wzniesiona w 1283 na miejscu schodkowej wieży, która zawaliła się. Wieża ta miała funkcję strażniczą. W 1594 odpadł z niej hełm wraz z iglicą. Na ich miejscu wybudowano balustradę. W 1599 na swoje miejsce wrócił dzwon katedralny. Wieża ta służy dzisiaj za punkt widokowy.
Drugą wieżą jest niższa, romańska Mariatårnet (Wieża Mariacka), natomiast trzecią wieżą jest sygnaturka na przecięciu naw.